# تيمي فاجبنل
تيمي فاجبنل (بالإنجليزية: Temi Fagbenle)‏ مواليد 8 سبتمبر 1992 في بالتيمور، هي لاعبة كرة سلة بريطانية. تم اختيارها من قبل فريق مينيسوتا لينكس خلال الدرافت. تلعب مع مينيسوتا لينكس في دوري الاتحاد الوطني لكرة السلة النسائية. يبلغ طولها 6 قدم 4 بوصة (1.9 م). مثلت منتخب بلادها. شاركت في دورة الألعاب الأولمبية الصيفية سنة 2012.

## روابط خارجية
- تيمي فاجبنل على موقع الاتحاد الدولي لكرة السلة (الإنجليزية)
- تيمي فاجبنل على موقع الاتحاد الوطني لكرة السلة النسائية (الإنجليزية)
- تيمي فاجبنل على موقع كرة السلة الأوروبية.كوم (الإنجليزية)
- تيمي فاجبنل على موقع كلية كرة السلة في سبورتس رفرنس.كوم (الإنجليزية)
- تيمي فاجبنل على موقع بروبوليرز (الإنجليزية)
- تيمي فاجبنل على موقع سبورتس رفرنس (الإنجليزية)
- تيمي فاجبنل على موقع سبورتس رفرنس (الإنجليزية)
- تيمي فاجبنل على موقع أوليمبيديا (الإنجليزية)
- تيمي فاجبنل على موقع اللجنة الأولمبية البريطانية (الإنجليزية)